# Mount Vernon (Dakota del Sud)
Mount Vernon és una població dels Estats Units a l'estat de Dakota del Sud. Segons el cens del 2000 tenia 477 habitants.

## Demografia
Segons el cens del 2000, Mount Vernon tenia 477 habitants, 177 habitatges, i 127 famílies. La densitat de població era de 575,5 habitants per km².
Dels 177 habitatges en un 40,7% hi vivien nens de menys de 18 anys, en un 63,3% hi vivien parelles casades, en un 6,2% dones solteres, i en un 28,2% no eren unitats familiars. En el 23,2% dels habitatges hi vivien persones soles l'11,9% de les quals corresponia a persones de 65 anys o més que vivien soles. El nombre mitjà de persones vivint en cada habitatge era de 2,69 i el nombre mitjà de persones que vivien en cada família era de 3,23.
Per edats la població es repartia de la següent manera: un 31,9% tenia menys de 18 anys, un 6,7% entre 18 i 24, un 30,6% entre 25 i 44, un 18% de 45 a 60 i un 12,8% 65 anys o més.
L'edat mediana era de 35 anys. Per cada 100 dones de 18 o més anys hi havia 91,2 homes.
La renda mediana per habitatge era de 36.806 $ i la renda mediana per família de 41.250 $. Els homes tenien una renda mediana de 30.250 $ mentre que les dones 17.500 $. La renda per capita de la població era de 14.864 $. Entorn del 2,3% de les famílies i el 4,1% de la població estaven per davall del llindar de pobresa.

## Poblacions més properes
El següent diagrama mostra les poblacions més properes.